# Quintus Fabius Postuminus
Quintus Fabius Postuminus est un sénateur romain des Ier et IIe siècles. Il est consul suffect en 96.

## Biographie

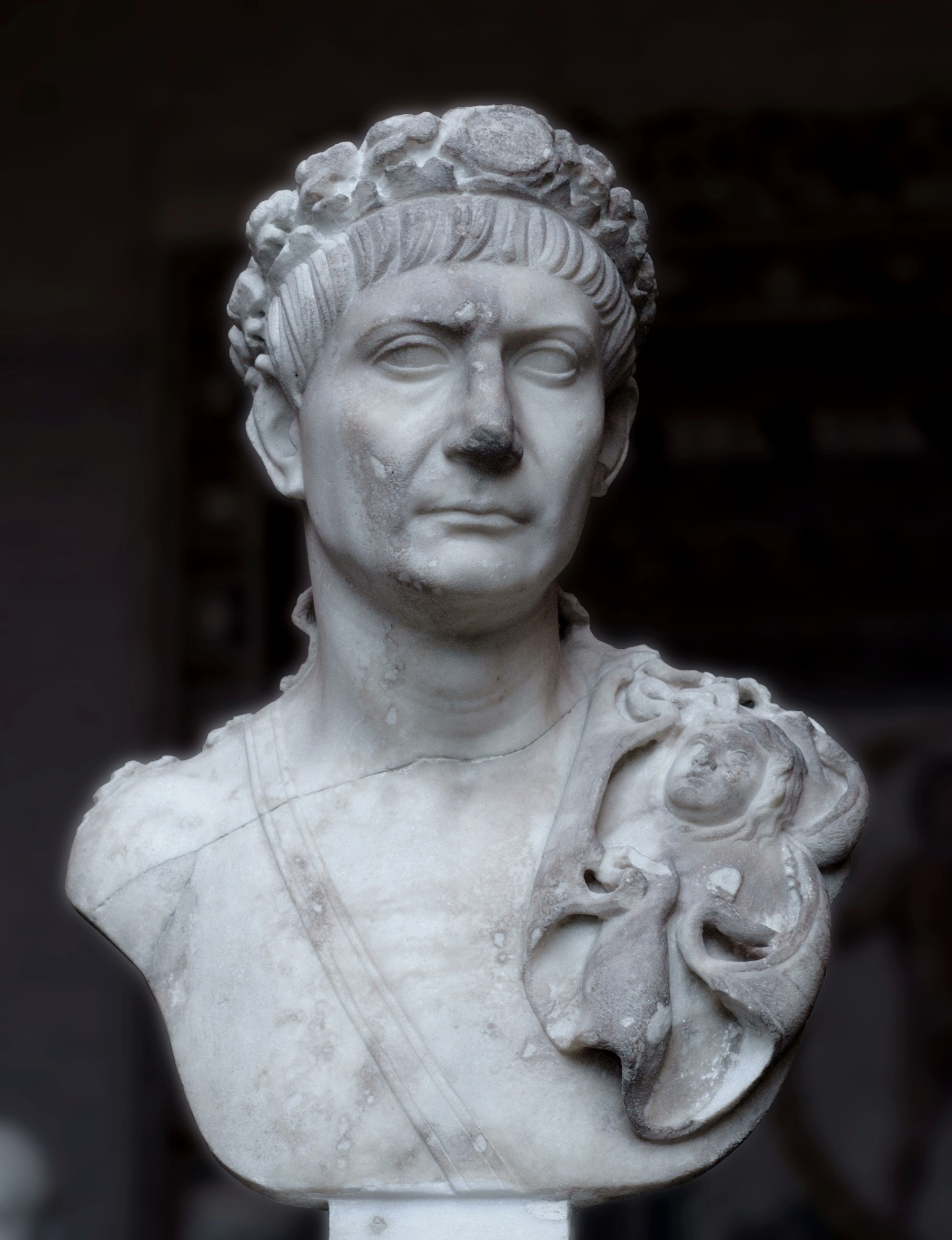
L'empereur Trajan (98 à 117).

C'est peut-être un homo novus d'origine hispanique.
À la fin du règne de Domitien, dans le courant de l'année 96, avant l'assassinat de l'empereur, il est consul suffect,,.
En 97, Pline le Jeune cherche à faire accuser les délateurs du règne de Domitien, alors que le courant majoritaire au Sénat prône l’amnistie générale. Pline est débouté, et Fabius Postuminus fait partie de ceux qui s'oppose à un procès des délateurs, défendant notamment Publicius Certus,.
Sous Trajan, entre fin 101 et début 102 et 103/104, Fabius Postuminus est gouverneur (légat d'Auguste propréteur) en Mésie inférieure,, remplaçant le général Manius Laberius Maximus après les batailles contre les Daces et leurs alliés lors de l’hiver 101/102, notamment celle d'Adamclisi. C'est Aulus Caecilius Faustinus qui lui succède en vers 103/104.
Vers 111/112, il est proconsul d'Asie,.
Vers l’année 113 à peut-être 117, il est préfet de Rome. Lors de l'avènement d'Hadrien à l'Empire, c'est Quintus Baebus Macer qui occupe la préfecture.